# 영해면
영해면(寧海面)은 대한민국 경상북도 영덕군의 면이다. 넓이는 63.98km2이고, 인구는 2012년 기준으로 7,262명이다.

## 역사
- 고대 우시군국(于尸郡國)의 근거지였다.
- 신라 경덕왕 16년(757년)에 우시군국에서 유린(有隣)으로 바꿈.
- 고려 태조 23년(940년)에 유린군을 예주(禮州)로 고침.
- 고려 고종 46년(1259년)에는 위사공신 박송비의 고향으로 덕원소도호부(德原小都護府)로 승격.
- 고려 충선왕 2년(1310년)에는 영해부사영(寧海府使營)을 둠. 이 때부터 영해부가 설치됨.
- 조선 태조 6년(1397년)에 첨절제사를 둠.
- 조선 태종 13년(1413년)에 다시 도호부사를 둠.
- 조선 고종 32년(1895년)에 이르러 칙령 제98호에 의하여 영해부가 영해군으로 됨.
- 1914년 3월 1일 총독부령 제11호에 의하여 영해군이 영덕군에 합병되면서 영해면이 새로이 신설.
- 1988년 5월 1일 군조례 제972호에 의해 동을 리로 개칭.

## 행정 구역
- 성내리
- 괴시리
- 대진리
- 사진리
- 연평리
- 벌영리
- 원구리
- 묘곡리
- 대동리

## 교육 기관
- 영해초등학교 (성내리)
  - 영해동부분교 (폐교) - 영해면 관대길 50 (괴시리)
  - 대동분교 (폐교) - 영해면 대동로 1224-12 (대리)
- 영해중학교 (괴시리)
- 영해고등학교 (괴시리)